# Skontro
Als Skontro (Plural Skontros; von italienisch scontro, „Zusammenstoß, Treffen“) bezeichnet man in der Buchführung Hilfsbücher für Bestandskonten sowie an der Börse das Orderbuch von Skontroführern im Präsenzhandel.

## Allgemeines
In den Skontros werden Zu- und Abgänge fortlaufend kontenmäßig erfasst (Skontration). Die Zugänge finden sich auf der linken, die Abgänge auf der rechten Kontenseite. Häufigstes Beispiel aus der klassischen Buchführung ist das Warenskontro oder Warenbuch. Es erfasste den Wareneingang und Warenausgang. In der modernen Buchhaltung findet der Begriff Skontro kaum noch Anwendung, im Prinzip handelt es sich beim Skontro nach heutiger Bezeichnung um ein gemischtes Konto, d. h. ein kombiniertes Bestands- und Erfolgskonto. Die Skontration erfolgt heute in der Datenverarbeitung meist automatisch, so dass ein Skontro durch die Buchführungs-Software angelegt wird. 

## Börse
Fällt heute der Begriff „Skontro“, so ist damit in der Regel das (inzwischen elektronische) Orderbuch (früher Börsenbuch) der Skontroführer an den deutschen Präsenzbörsen gemeint. Der Begriff entwickelte sich aus den Wertpapier- oder Wechselskontros der Banken und Makler im Börsengeschäft. Als Skontrotag bezeichnete man den Abrechnungstermin, an dem die Börsenteilnehmer ihre Geschäftsaufstellungen einreichten, um Lieferung und Bezahlung der Wertpapiere abzuwickeln. Aus der Zeit der handschriftlich geführten Skontros an den Börsen haben sich heute noch einige Begriffe erhalten, z. B. „aufs Buch nehmen“ oder die zwei grundsätzlichen Positionen im Wertpapierhandel, nämlich „lang“ oder „kurz“ (heute long/short), d. h. der im Handskontro auch optisch sichtbare Unterschied zwischen der linken Kauf- und der rechten Verkaufsseite.
Die Skontro-Nummer, wie sie z. B. bei dem Antrag auf Zulassung zum Open Market benötigt wird, bezeichnet die eindeutige Registrierungsnummer eines zugelassenen Brokers bzw. eines zugelassenen Kreditinstitutes.